# Lambur II
Lambur II is een bestuurslaag in het regentschap Tanjung Jabung Timur van de provincie Jambi, Indonesië. Lambur II telt 3696 inwoners (volkstelling 2010).